# Città della Mongolia
Lista di città della Mongolia, nazione dell'Asia, con una popolazione superiore ai 7.500 abitanti (2010).

## A
- Altai
- Arvajhėėr

## B
- Baganuur
- Baruun-Urt
- Bajanhongor
- Bor-Ôndôr
- Bulgan

## C
- Choibalsan
- Čojr

## D
- Dalanzadgad
- Darhan

## E
- Erdenet

## K
- Kharkhorin
- Khovd

## M
- Mandalgov'
- Môrôn

## N
- Nalajh

## O
- Ôlgij
- Ôndôrhaan

## S
- Sajnšand
- Shariin Gol
- Sùhbaatar

## T
- Tsetserleg

## U
- Ulaangom
- Ulan Bator
- Uliastaj

## Z
- Zamyn-Ùùd
- Zuunmod
- Zuunkharaa